# Кривоозерское сельское поселение
Кривоозерское се́льское поселе́ние — муниципальное образование в Аксубаевском районе Татарстана Российской Федерации.
Административный центр — село Кривоозерки.

## История
Статус и границы сельского поселения установлены Законом Республики Татарстан от 31 января 2005 года № 24-ЗРТ «Об установлении границ территорий и статусе муниципального образования "Аксубаевский муниципальный район" и муниципальных образований в его составе»

## Население
| 2010 | 2011 | 2012 | 2013 | 2014 | 2015 | 2016 |
| ---- | ---- | ---- | ---- | ---- | ---- | ---- |
| 800  | ↘797 | ↘777 | ↘742 | ↗750 | ↘734 | ↘724 |
| 2017 | 2018 | 2019 | 2020 |      |      |      |
| ↘710 | ↗718 | ↘713 | ↘705 |      |      |      |

## Состав сельского поселения
| № | Населённый пункт         | Тип населённого пункта       | Население |
| - | ------------------------ | ---------------------------- | --------- |
| 1 | Аксубаевского лесозавода | посёлок                      |           |
| 2 | Верхняя Баланда          | село                         |           |
| 3 | Кривоозерки              | село, административный центр |           |
| 4 | Нижняя Баланда           | деревня                      |           |
| 5 | Новая Александровка      | деревня                      |           |